# Catégories de poids en arts martiaux mixtes

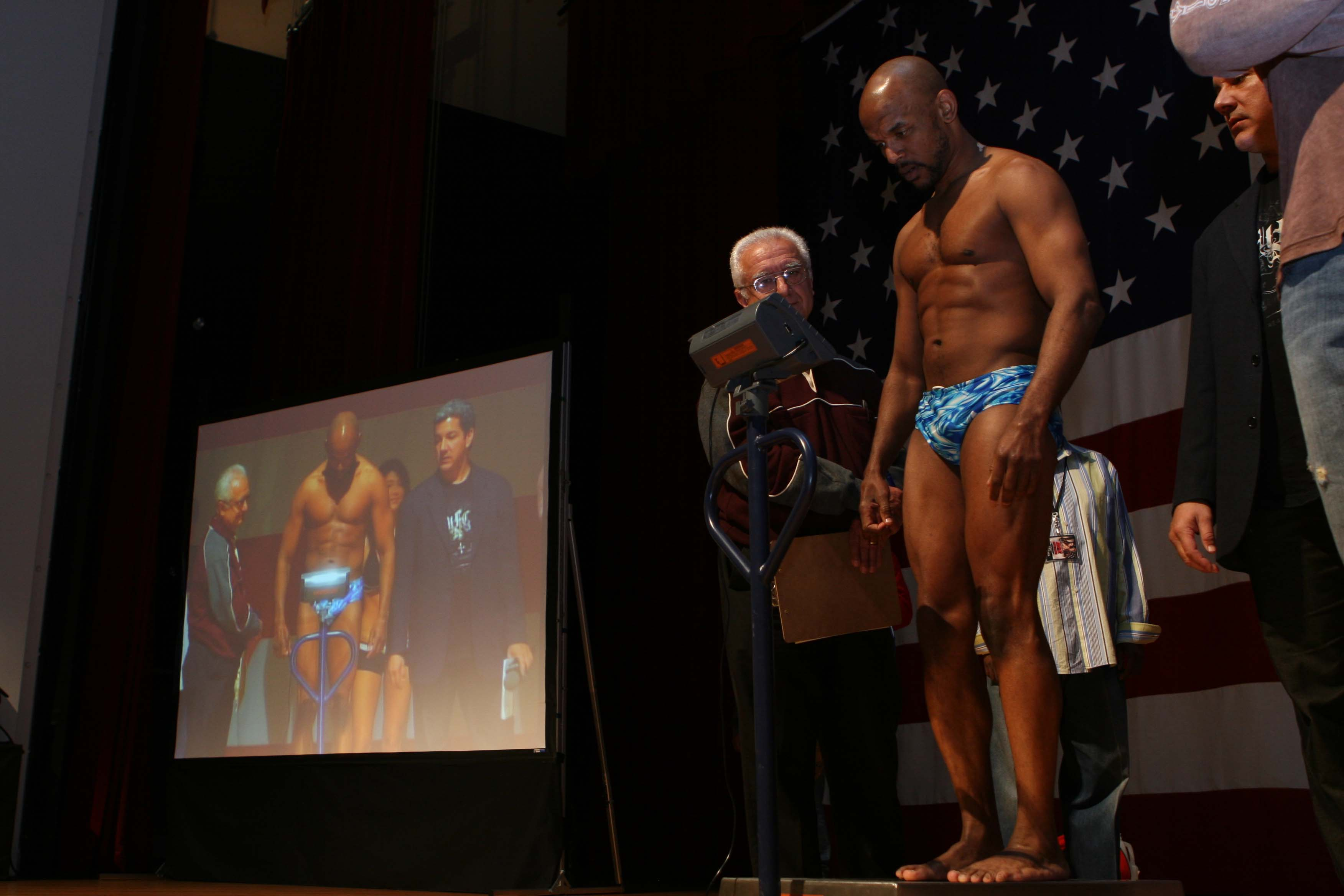
Shonie Carter à la pesée lors de l'.

Les catégories de poids en arts martiaux mixtes sont les catégories de poids en vigueur dans les arts martiaux mixtes.
Les différentes organisations adoptent souvent leurs propres règles concernant les limites de poids, entrainant des grandes différences et une grande ambiguïté. Pour différentes raisons, essentiellement historiques, sous des catégories de poids portant le même nom il existe des fourchettes de poids très différentes. Ainsi la limite supérieure de la catégorie des poids moyens en boxe anglaise professionnelle est de 72,5 kg (160 lb), à l'UFC de 84 kg (185 lb) et au Pride FC de 93 kg (205 lb).

## Catégories de poids aux États-Unis
En 2000, les « règles unifiées des arts martiaux mixtes » sont codifiées par la Commission Athlétique de l'État du New Jersey – en collaboration avec la Commission Athlétique de l'État de Californie, qui travailla beaucoup sur la régulation du MMA aux États-Unis, mais dont les conclusions ne furent pas adoptées en raison de problèmes financiers. Ces règles unifiées sont proposées le 4 septembre 2002 et adoptées le 18 février 2003.
La Californie légalise les arts martiaux mixtes le 28 décembre 2005, utilisant les règles qu'elle avait créées cinq ans auparavant.
Depuis lors, pour uniformiser le système aux États-Unis, de nombreuses commissions athlétiques ont assimilé ces règles pour le MMA dans leur règlementation déjà existantes concernant le combat rapproché. Ainsi aux États-Unis, pour avoir l'autorisation de monter un évènement de MMA, une organisation doit respecter les règles et les limitations de poids de la commission athlétique en vigueur dans l'État.

### Catégories de poids d'après les règles unifiées
La Commission Athlétique de l'État du Nevada a désigné les limites pour neuf catégories de poids différentes pour la discipline du combat libre. Les combattants doivent être pesés en livre:
| Catégories de poids | Dénomination anglophone | Limite supérieure   |
| ------------------- | ----------------------- | ------------------- |
| Poids mouches       | Flyweight               | 125 lb (56,699 kg)  |
| Poids coqs          | Bantamweight            | 135 lb (61,235 kg)  |
| Poids plumes        | Featherweight           | 145 lb (65,771 kg)  |
| Poids légers        | Lightweight             | 155 lb (70,307 kg)  |
| Poids mi-moyens     | Welterweight            | 170 lb (77,111 kg)  |
| Poids moyens        | Middleweight            | 185 lb (83,915 kg)  |
| Poids lourds-légers | Light Heavyweight       | 205 lb (92,986 kg)  |
| Poids lourds        | Heavyweight             | 265 lb (120,202 kg) |
| Poids super-lourds  | Super Heavyweight       | Aucune limite       |

Avant la création de ces règles officielles gouvernementales, l'existence de catégories de poids n'étaient pas demandée lors de l'organisation d'un évènement, les compétitions étant organisées sans l'approbation des commissions athlétiques. Par exemple l'Ultimate Fighting Championship n'introduisit deux catégories de poids que lors de l'UFC 12 : les poids lourds regroupant les plus de 200 lb (91 kg), et les poids légers, regroupant les compétiteurs pesant moins de 200 lb (91 kg).
Les catégories de poids connurent beaucoup de changement lors des premières années de compétitions, mais la possibilité pour les organisateurs de définir de façon autonome leurs propres catégories a disparu en même temps que les différentes commissions athlétiques ont commencé à superviser la discipline du combat libre. 

#### Révision proposée
En juillet 2008 une modification aux catégories de poids existantes a été proposée par l'Association des Commissions de Boxe (Association of Boxing Commissions), qui proposait un total de quinze catégories différentes (contre les neuf existantes). Cette proposition fut rejetée par la plus importante organisation, l'UFC, et par plusieurs commissions athlétiques.
| Catégories de poids   | Dénomination anglophone | Limite supérieure    |
| --------------------- | ----------------------- | -------------------- |
| Poids atomes          | Atomweight              | 105 lb (47,627 kg)   |
| Poids pailles         | Strawweight             | 115 lb (52,163 kg)   |
| Poids mouches         | Flyweight               | 125 lb (56,699 kg)   |
| Poids coqs            | Bantamweight            | 135 lb (61,235 kg)   |
| Poids plumes          | Featherweight           | 145 lb (65,771 kg)   |
| Poids légers          | Lightweight             | 155 lb (70,307 kg)   |
| Poids super légers    | Super Lightweight       | 162,5 lb (73,709 kg) |
| Poids mi-moyens       | Welterweight            | 170 lb (77,111 kg)   |
| Poids super mi-moyens | Super Welterweight      | 177,5 lb (80,513 kg) |
| Poids moyens          | Middleweight            | 185 lb (83,915 kg)   |
| Poids super moyens    | Super Middleweight      | 195 lb (88,451 kg)   |
| Poids lourd-légers    | Light Heavyweight       | 205 lb (92,986 kg)   |
| Poids mi-lourds       | Cruiserweight           | 225 lb (102,058 kg)  |
| Poids lourds          | Heavyweight             | 265 lb (120,202 kg)  |
| Poids super-lourds    | Super Heavyweight       | Aucune limite        |

### Catégories féminines
L'Invicta Fighting Championships est une organisation américaine d'arts martiaux mixtes accueillant uniquement des femmes. Deux catégories de poids sont ajoutées pour les poids plus légers, les poids atomes (atomweight) de 96 lb (44 kg) à 105 lb (48 kg) et les poids pailles (strawweight) de 106 lb (48 kg) à 115 lb (52 kg), les catégories de poids au-dessus de 145 lb (66 kg) ne sont pas proposées et il n'y a pas de catégorie sans limite supérieure.
| Catégorie     | Dénomination anglophone | Limites                             |
| ------------- | ----------------------- | ----------------------------------- |
| Poids atomes  | Atomweight              | De 96 lb (44 kg) à 105 lb (48 kg).  |
| Poids pailles | Strawweight             | De 106 lb (48 kg) à 115 lb (52 kg). |
| Poids mouches | Flyweight               | De 116 lb (53 kg) à 125 lb (57 kg). |
| Poids coqs    | Bantamweight            | De 126 lb (57 kg) à 135 lb (61 kg). |
| Poids plumes  | Featherweight           | De 136 lb (62 kg) à 145 lb (66 kg). |

### États sans codifications et exceptions
Dans les États suivants, en 2006, le MMA est légal, mais n'est pas régulé par une commission athlétique locale : Alabama, Alaska, Hawaï, Massachusetts, Minnesota, Montana, Dakota du Sud et Wyoming.
Dans les réserves indiennes, il n'existe aucune règle ni aucune restriction, car elles sont en dehors de la juridiction des commissions d'État.

## Catégories de poids au Japon
Au Japon aucune loi gouvernementale ne régule les catégories de poids, les organisations japonaises sont donc libres d'organiser des rencontres sans se préoccuper des différences de poids entre combattants. Néanmoins, avec la part de plus en plus importante de l'aspect compétitif (par rapport à l'aspect martial), des limitations de poids ont été instaurées par les promoteurs eux-mêmes, et différents selon les organisations. Le système métrique est utilisé au Japon, les poids de référence sont donc indiqués en kilos.

### DREAM
Les catégories de poids du DREAM ressemblent à celles des Règles Unifiées américaines, se différenciant de seulement quelques livres.
| Catégories de poids | Dénomination anglophone | Limite supérieure |
| ------------------- | ----------------------- | ----------------- |
| Poids coqs          | Bantamweight            | 60 kg (132,3 lb)  |
| Poids plumes        | Featherweight           | 65 kg (143,3 lb)  |
| Poids légers        | Lightweight             | 70 kg (154,3 lb)  |
| Poids mi-moyens     | Welterweight            | 77 kg (169,8 lb)  |
| Poids moyens        | Middleweight            | 84 kg (185,2 lb)  |
| Poids lourd-légers  | Light Heavyweight       | 93 kg (205 lb)    |
| Poids lourds        | Heavyweight             | Aucune limite     |

### PRIDE Fighting Championships
Le PRIDE avait trois catégories de poids, une pour chaque 10 kilos, commençant à 70 kg (154,3 lb) et finissant à 95 kg (209,4 lb).
| Catégories de poids | Dénomination anglophone | Limite supérieure |
| ------------------- | ----------------------- | ----------------- |
| Poids légers        | Lightweight             | 70 kg (154,3 lb)  |
| Poids mi-moyens     | Welterweight            | 80 kg (176,4 lb)  |
| Poids moyens        | Middleweight            | 95 kg (209,4 lb)  |
| Poids lourds        | Heavyweight             | Aucune limite     |

### SHOOTO
| Catégories de poids | Dénomination anglophone | Limite supérieure |
| ------------------- | ----------------------- | ----------------- |
| Poids coqs          | Bantamweight            | 52 kg (114,6 lb)  |
| Poids mouches       | Flyweight               | 56 kg (123,5 lb)  |
| Poids plumes        | Featherweight           | 60 kg (132,3 lb)  |
| Poids légers        | Lightweight             | 65 kg (143,3 lb)  |
| Poids mi-moyens     | Welterweight            | 70 kg (154,3 lb)  |
| Poids moyens        | Middleweight            | 77 kg (169,8 lb)  |
| Poids lourd-légers  | Light Heavyweight       | 84 kg (185,2 lb)  |
| Poids mi-lourds     | Cruiserweight           | 93 kg (205 lb)    |
| Poids lourds        | Heavyweight             | 102 kg (224,9 lb) |
| Poids super-lourds  | Super Heavyweight       | Aucune limite     |

### K-1 HERO'S
Les catégories de poids du K-1 HERO'S japonais sont au nombre de huit.
| Catégories de poids | Dénomination anglophone | Limite supérieure |
| ------------------- | ----------------------- | ----------------- |
| Poids moyens        | Middleweight            | 70 kg (154 lb)    |
| Poids lourd-légers  | Light Heavyweight       | 85 kg (187 lb)    |

## Catégories de poids au Royaume-Uni
Il n'y a pas, en 2008, de régulation officielle concernant le MMA au Royaume-Uni et les promotions peuvent définir leur catégories comme bon leur semble.

### Cage Rage
Le système des catégories de poids pour le Cage Rage anglais utilise le système métrique. Les catégories de poids sont identiques à celle des Règles Unifiées américaines pour le MMA.
| Catégories de poids | Dénomination anglophone | Limite supérieure |
| ------------------- | ----------------------- | ----------------- |
| Poids plumes        | Featherweight           | 66 kg (145 lb)    |
| Poids légers        | Lightweight             | 70 kg (154 lb)    |
| Poids mi-moyens     | Welterweight            | 77 kg (169 lb)    |
| Poids moyens        | Middleweight            | 84 kg (185 lb)    |
| Poids lourd-légers  | Light Heavyweight       | 93 kg (205 lb)    |
| Poids lourds        | Heavyweight             | Aucune limite     |